# Aleksandr Dèltxev
Aleksandr Dèltxev (en búlgar: Александър Делчев); Sofia, 15 de juliol de 1971) és un jugador d'escacs búlgar, que té el títol de Gran Mestre des de 1997.
A la llista d'Elo de la FIDE de l'octubre de 2020, hi tenia un Elo de 2548 punts, cosa que en feia el jugador número 2 (en actiu) de Bulgària. El seu màxim Elo va ser de 2669 punts, a la llista d'octubre de 2005 (posició 37 al rànquing mundial).

## Resultats destacats en competició
Ha guanyat el Campionat juvenil de Bulgària dos cops, els anys 1990 i 1991, i el Campionat de Bulgària absolut en tres ocasions, els anys 1994, 1996 i 2001.
Entre les seves victòries més destacades hi ha el Campionat d'Europa juvenil (1991–1992). El 1997, empatà als llocs 1r–5è amb Jaan Ehlvest, Christopher Lutz, Gyula Sax i Zurab Sturua al fort obert de Pula. També el 1997, va guanyar la 17a edició de l'Obert Vila de Benasc.
Obtingué el segon lloc a l'obert de Balaguer de 2004 (el campió fou Ramón Mateo). Va guanyar el 47è Torneig de Reggio Emilia (2004–2005), el 4t Open Master al sisè Festival Internacional d'escacs de Benidorm (2007), (empatat al primer lloc amb Aleksei Dréiev) i el Campionat de Croàcia (obert internacional) de 2007 (empatat al primer lloc amb Nikola Sedlak). També el 2007, acabà tercer al Circuit Català d'Oberts Internacionals d'Escacs (el campió fou Marc Narciso). El 2008 fou tercer en el IX Obert Internacional d'Escacs de Figueres Miquel Mas (el campió fou Fidel Corrales).
El 2011 empatà als llocs 2n-7è amb Julio Granda, Ivan Šarić, Pablo Almagro Llamas, Maksim Túrov i Mihail Marin al 31è Obert Vila de Benasc (el campió fou Tigran L. Petrossian). El mateix any fou segon al campionat de Bulgària a Bankia (el campió fou Julian Radulski). El juliol de 2013 fou tercer de l'Obert Vila de Benasc amb 8½ punts de 10, els mateixos punts que el campió Eduardo Iturrizaga i el subcampió Maksim Rodshtein però amb pitjor desempat.
El 2014 fou subcampió de l'Obert Llucmajor, amb 7½ de 9 punts, amb els mateixos punts que el campió, l'ucraïnès Serhí Fedortxuk, però amb pitjor desempat.

### Participació en competicions per equips
Ha participat, representant Bulgària, en cinc Olimpíades d'escacs amb una puntuació del 60,4% (+20 =24 -9).

## Escriptor d'escacs
En Dèltxev ha escrit dos llibres sobre teoria d'obertures:
- The Safest Sicilian amb l'MI Semko Semkov. Dona un repertori d'obertures per les negres a la defensa siciliana de la defensa siciliana.[18]
- The Safest Grunfeld amb Evgenij Agrest. Dona un repertori d'obertures per les negres a la defensa Grünfeld.[19]